# Envers
Con il termine Envers (pron. francese, anvèr - [ɑ̃vɛʁ]; in italiano significa «inverso» o «rovescio») in Valle d'Aosta s'intende la destra orografica della valle centrale, solcata dalla Dora Baltea: vista la disposizione Ovest-Est della valle, l'Envers è il versante a sud. 
Il termine envers è utilizzato anche in Savoia, mentre in francese standard, questo concetto è espresso anche dal termine ubac, termine franco-provenzale derivante dall'aggettivo latino opacus, con il senso di "opaco", "oscuro" o "in ombra".
La definizione si contrappone a quella di Adret, ovvero la sinistra orografica della valle centrale.

## Caratteristiche

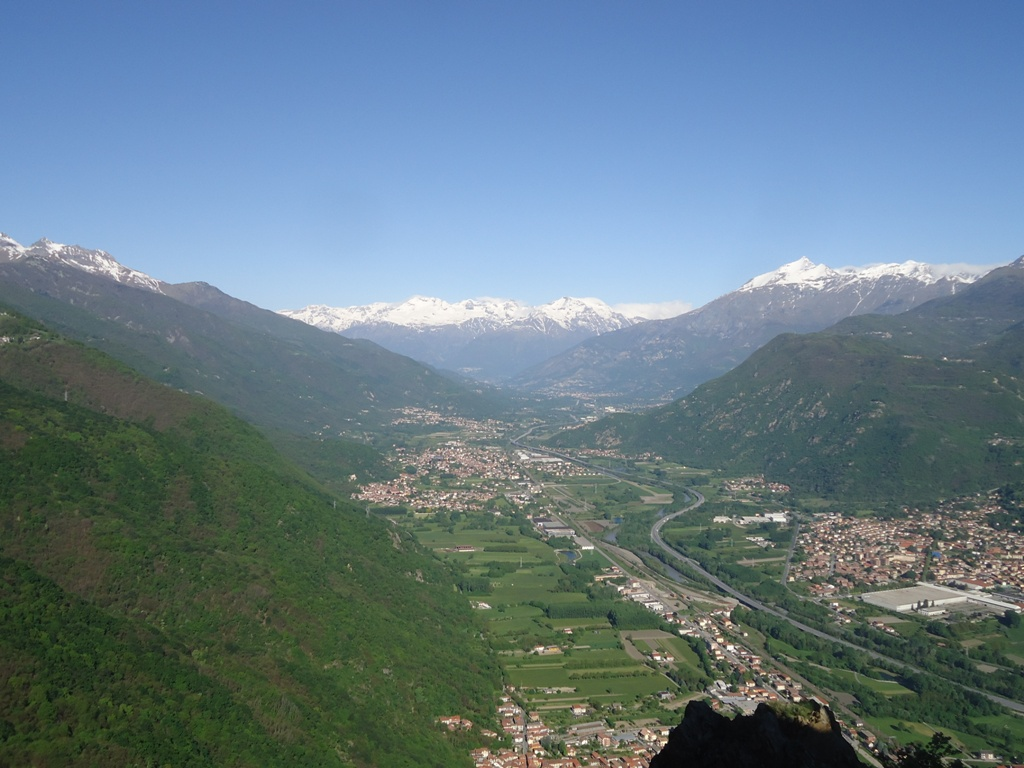
Anche il versante esposto a nord della Valsusa (sulla sinistra nella foto), ricoperto di estesissimi boschi, si contrappone al versante opposto, dove fino a quote relativamente alte viene praticata la viticoltura.

Il termine envers in francese significa inverso o rovescio: l'envers indica quindi per estensione il versante svantaggiato di una valle, quello meno favorito dall'esposizione al sole e in cui una buona produttività agricola risulta impedita o ridotta.

In italiano, gli agricoltori chiamano le parti esposte a nord, in particolare delle regioni orientali dell'alto e medio Adriatico, anche bore, dal nome del vento freddo che spira da nord-est.
In alcune zone dei versanti all'envers, i raggi solari colpiscono il terreno con una inclinazione molto bassa arrivando fino a essere paralleli al suolo stesso.
Questa bassa inclinazione riduce di molto il potere calorifico del sole e consente in queste aree il permanere della neve sul terreno per un tempo molto maggiore di quello che ci si aspetterebbe considerando solo l'altitudine e le quantità di precipitazioni nevose. Del resto, a parità di precipitazioni l'enver non soffre dei problemi di aridità che hanno a lungo caratterizzato e talvolta caratterizzano l'adret, e che hanno portato nei secoli allo sviluppo del sistema di canali dei ru.
Il termine è connotato anche dalle conseguenze geografiche e climatiche sulla biodiversità: la flora, la fauna e le attività dell'uomo ne vengono influenzate.
Il versante envers è soprattutto occupato dai boschi.

## Toponomastica
Vari toponimi di località montane devono il loro nome alla collocazione all'inverso della vallata nella quale sono situate:
- la frazione di Inverso nel comune di Vico Canavese
- il comune di Inverso Pinasca, in Val Chisone
- la frazione Envers du Fontenil, a Briançon
- il villaggio di Revers[3] nel comune di Pré-Saint-Didier nel vallone di La Thuile
- i villaggi di Revers nei comuni di Ollomont e Bionaz
- il col des revers, sul comune di Saint-Rhémy-en-Bosses

## Valli
In Valle d'Aosta, le seguenti valli si trovano all'envers:
- Val Veny
- Vallone di La Thuile
- Valgrisenche
- Val di Rhêmes
- Valsavarenche
- Val di Cogne, divisa a sua volta in:
  - Valnontey
  - Vallone di Grauson
  - Vallone dell'Urtier
  - Valeille
- Vallone delle Laures
- Vallone di Saint-Marcel
- Val Clavalité
- Vallone di Champdepraz
- Valle di Champorcher